# Horní Myslová
Horní Myslová (en allemand : Ober Mislau) est une commune du district de Jihlava, dans la région de Vysočina, en République tchèque. Sa population s'élevait à 93 habitants en 2024.

## Géographie
Horní Myslová se trouve à 4 km au sud-sud-ouest du centre de Telč, à 29 km au sud-sud-ouest de Jihlava et à 124 km au sud-est de Prague.
La commune est limitée par Krahulčí au nord, par Telč à l'est, par Kostelní Myslová au sud et par Borovná à l'ouest.

## Histoire
La première mention écrite de la localité date de 1385.

## Transports
Par la route, Horní Myslová se trouve à 3,5 km de Telč, à 32,5 km de Jihlava et à 153 km de Prague.